# ワンダフル・トゥナイト
「ワンダフル・トゥナイト」（Wonderful Tonight）は、エリック・クラプトンが1977年に発売のアルバム『スローハンド』に収録され、翌年にリカット・シングルとなった楽曲。パティ・ボイドについて書かれたものであり、このことはボイドの自叙伝的著書『ワンダフル・トゥナイト：ジョージ・ハリスン、エリック・クラプトン、アンド・ミー』（Wonderful Tonight: George Harrison, Eric Clapton, and Me）内で触れられている。
1976年9月7日に、ポール・マッカートニーとリンダ夫妻が毎年開催するバディ・ホリー パーティに出席するためにパティ・ボイドが身支度を整えるのを待つ間に、クラプトンは彼女のために、この曲を作り上げた。ボイドは、「長年この歌は私を苛んだわ。エリックを、そして彼の前にはジョージをその気にさせてこんな音楽を書かれたら舞い上がるほどに嬉しかったわ。『ワンダフル・トゥナイト』は私たちの関係が全てうまくいっていたことを最も強烈に思い起こさせてくれる歌だったの。物事が悪い方向へ行き始めてからこの歌を聞くのは拷問を受けるようなものだったわ。」と語る。
1988年にクラプトンは、ネルソン・マンデラ70歳記念コンサート（Nelson Mandela 70th Birthday Tribute）でダイアー・ストレイツのゲスト・ギターリストとして出演した。ダイアー・ストレイツは、自分達の出番の間にサプライズ曲として演奏された「ワンダフル・トゥナイト」で、クラプトンのバックバンドを務めた。

## カバー版
- チャーリー・リッチ - 1980年のアルバム『Once A Drifter』に収録[2]。
- バッチ・ベイカー（Butch Baker） - 1989年にビルボードのホット・カントリー・ソングのチャートで66位を記録。
- デヴィッド・カーシュ（David Kersh） - 1998年にビルボードのカントリー・チャートの29位を記録。
- ドン・ウィリアムズ（Don Williams） - 2004年のアルバム『マイ・ハート・トゥー・ユー』に収録。
- ダメージ（Damage） - 1997年にシングル曲として発売。全英シングルチャートで3位を記録。
- ワレン・ヒル（Warren Hill） - サクソフォーン奏者のヒルは2002年のアルバム『ラヴ・ソングス』（Love Songs）でカバー[3][4]。

## ドラマ　しあわせの決断
- 1992年1月から3月期にフジテレビ系で放送されたドラマ「しあわせの決断』の主題歌として使用された。

劇伴音楽としてインストールメンタルのエレキギターバージョンとオーケストラバージョンがある。いずれも渡辺博也の編曲でドラマで使用された。いずれのバージョンも、ドラマのオリジナルサウンドトラックと渡辺博也が音楽を担当したドラマの劇伴音楽を収録したオムニバスアルバムの「サウンドトラックスフォーラバーズ」にてCD化されている。（現在は、いずれも廃盤）